# Pizzo Strinato
Il pizzo Strinato è una montagna delle Alpi Orobie alta 2.836 m, situata sullo spartiacque che divide valle Seriana (provincia di Bergamo) e val Belviso (provincia di Sondrio). È una delle innumerevoli cime che coronano la conca dove giace il lago Naturale del Barbellino.

## Descrizione
Il pizzo Strinato presenta forme slanciate ed eleganti ed è frequentato principalmente dal lato bergamasco, sfruttando il rifugio Barbellino che sorge ai piedi del versante nord. 
L'etimologia del nome "strinato" deriva probabilmente dalla voce dialettale "strinàt", traducibile in "arrossato". Sono presenti infatti sulla sommità affioramenti rocciosi (costituiti da conglomerato basale) dalle tonalità rossastre, che soprattutto in condizioni di luminosità crepuscolare risaltano sulle altre rocce più grigie.

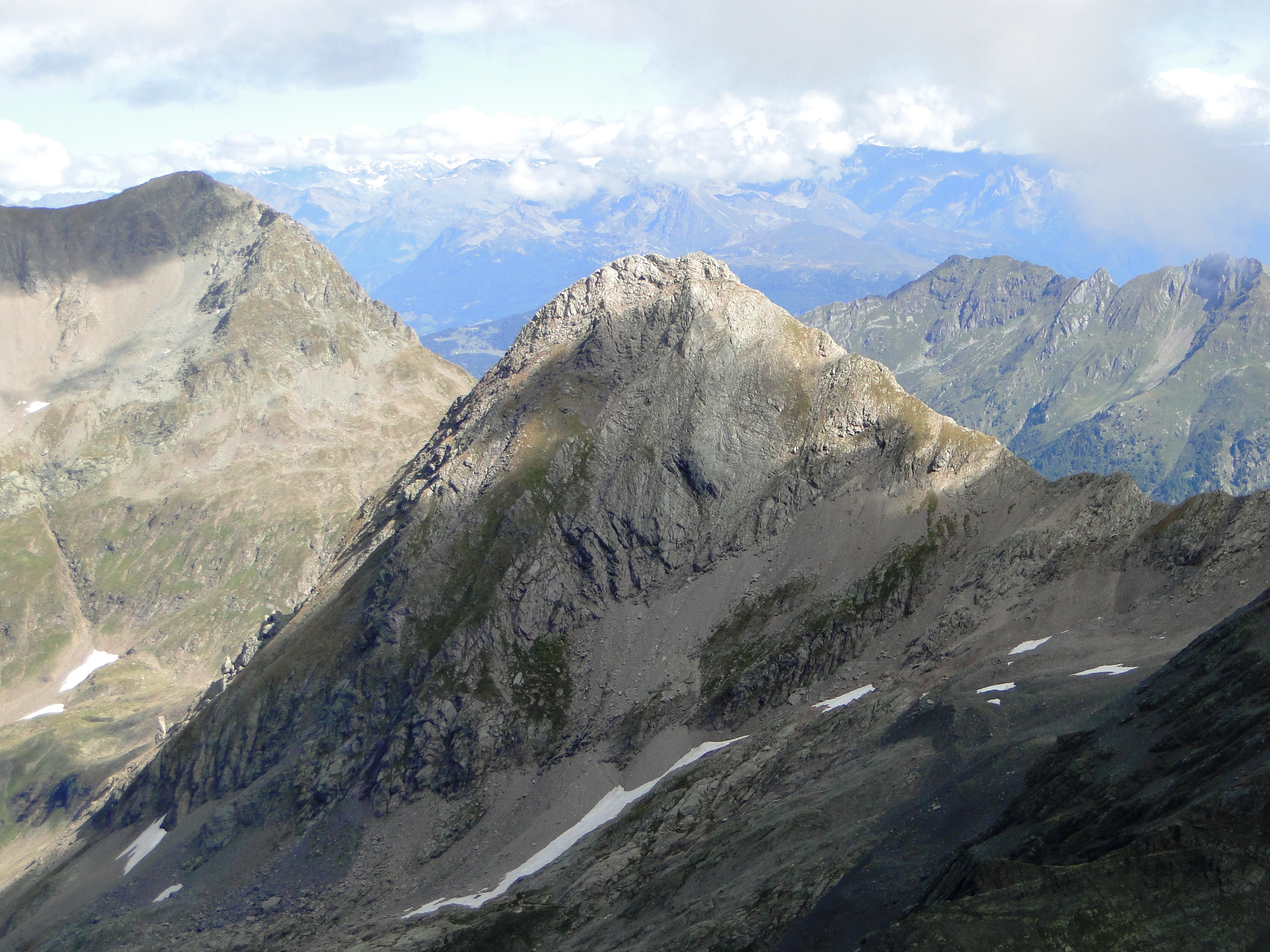
La vetta vista dal pizzo Recastello

## Accessi

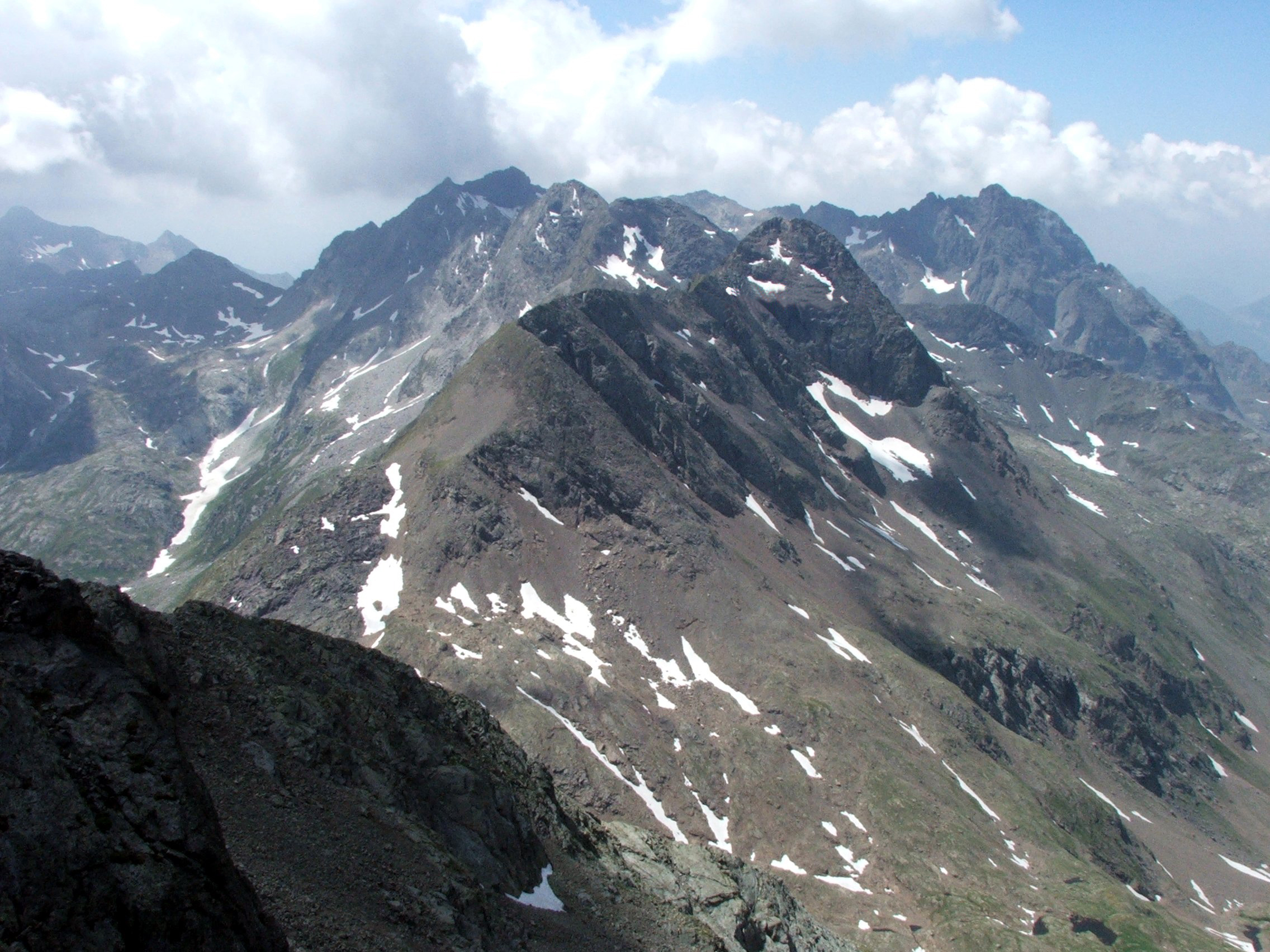
Lo Strinato visto dal monte Torena

La via normale per la vetta parte da Valbondione (900 m), e richiede circa 6 ore di cammino. Si segue il tracciato che conduce al rifugio Curò e si prosegue per il sentiero che costeggia a sud il lago del Barbellino in direzione del rifugio Barbellino (2.131 m) e del lago del Barbellino naturale. Arrivati a detto rifugio si prende verso sud un sentiero ben segnato che risale la valle del Lago, e si prosegue successivamente costeggiando la pancia dello Strinato. Si raggiunge quindi la cresta giungendo alla Bocchetta del Lago (2.681 m), e a questo punto si prende a sinistra (verso nord) lungo il sentiero che, seguendo la cresta meridionale dello Strinato, risale fino in vetta. La croce è stata posizionata più in basso per poter essere visibile dal sottostante rifugio Barbellino, e per raggiungerla bisogna scendere per una quindicina di metri sul lato nord. 
Una possibilità per la discesa è seguire la cresta che collega lo Strinato al monte Costone, ma la difficoltà aumenta sia per i passaggi tecnici, sia per la fragilità della roccia della cresta.
Sullo stesso versante della via normale si sviluppava la via ferrata Guerino Rossi, che raggiungeva il III grado di difficoltà. Nell'estate del 2020 è stata smantellata.
Dalla cima si può godere di un grandioso panorama sulle vette circostanti, tra cui il Monte Torena, le Cime di Caronella, il Pizzo del Diavolo della Malgina il Pizzo Coca e il gruppo che comprende il Monte Costone, il Monte Trobio, il Monte Gleno, il Pizzo dei Tre Confini e il Pizzo Recastello, scorgendo in lontananza le Alpi Retiche.